# Кроманов, Григорий Ермович
Григорий Ермович Кроманов (8 марта 1926, Таллин, Эстония — 18 июля 1984, Раквереский район, Эстонская ССР, СССР) — советский и эстонский актёр театра и кино, кинорежиссёр. Заслуженный деятель искусств Эстонской ССР (1975).

## Биография
Родился 8 марта 1926 года в Таллине в русской семье со старообрядческими корнями. В 1944 году достигший совершеннолетия Григорий был мобилизован в вермахт, но при содействии матери бежал из подготовительного лагеря. В 1946 году окончил среднюю школу №6 города Таллина. Будучи билингвой, одинаково хорошо владел русским и эстонским языками.
В 1946—1949 гг. учился в существовавшем в 1946—1950 гг. Государственном театральном институте Эстонской ССР. В 1953 году в составе 25-ти студентов эстонской студии окончил актёрский факультет ГИТИСа и начал работать актёром в Таллинском государственном академическом драматическом театре имени Виктора Кингиссепа. Через три года (предположительно, из-за русского акцента) был вынужден покинуть театр.
С 1956 года работал режиссёром, а в 1961—1963 гг.  — главным режиссёром Эстонского телевидения. На съёмках фильма «Парни одной деревни» (1962) был вторым режиссёром.
В 1963—1981 гг. в качестве режиссёра-постановщика киностудии «Таллинфильм» снял шесть фильмов, из которых последние три, особенно культовый фильм «Последняя реликвия» (1969), принесли ему всесоюзную известность.
В 1981—1982 гг. был главным режиссёром Государственного русского драматического театра Эстонской ССР, где карьера Кроманова не сложилась. Предположительной причиной были претензии к его состоянию здоровья, «сомнительное» прошлое и якобы имевшие место попытки «эстонизировать» театр.
В 1966–1984 гг. с перерывами преподавал на кафедре исполнительских искусств Таллинской государственной консерватории.
Кроманов умер от инфаркта 18 июля 1984 года во время прогулки. Похоронен на кладбище Пярнамяэ в Таллине.

## Семья
- Отец: Ерм Николаевич  Кроманов (5 июня 1898 — 3 августа 1966), уроженец города Красные Горы, участник Первой Мировой и Гражданской войн. Служил в белогвардейской армии Юденича. Работал торговым агентом. С началом Великой Отечественной войны был мобилизован в ряды РККА. Во время морской переброски войск в августе 1941 года находился на борту атакованного люфтваффе парохода «Eestirand». В конце жизни работал дворником в одной из русских школ Таллина.
- Мать: Лидия Ивановна Кроманова, в девичестве Молок (4 апреля 1902 — 3 декабря 1981), домашняя учительница.
- Первая жена (1950—1956): Ева Новек, актриса.
- Вторая жена (1957—1964): Эллу Пуудист-Кроманова, актриса.
- Третья жена (1964—1975): Сильвия Кроманова, журналист.
- Четвертая жена (1978—1984): Ирена Вейсайте, литературовед и театровед.
- Дочь: Кристина.
- Сын: Игорь, журналист. Погиб в 2006 году под колёсами поезда.

## Память
В 1984 году эстонский композитор Арво Пярт посвятил своему покойному другу произведение «Паломническая песня» на основе 121-го псалма.
В 1996 году о режиссере был снят документальный фильм «Griša» («meie Griša» — «наш Гриша» — популярное в Эстонии уважительное прозвище Кроманова).

## Фильмография

### Актёрские работы в кино
- 1960 — Актёр Йоллер — коллега по театру (нет в титрах)
- 1965 — Нам было восемнадцать лет  — полицейский

### Режиссёрские работы
- 1964 — Новый нечистый из преисподней (совместно с Юри Мюйром)
- 1966 — Что случилось с Андресом Лапетеусом?
- 1968 — Наш Артур (документальный телефильм о певце Артуре Ринне; совместно с Мати Пыльдре)
- 1969 — Последняя реликвия
- 1975 — Бриллианты для диктатуры пролетариата
- 1979 — Отель «У погибшего альпиниста»